# 7 maart
7 maart is de 66ste dag van het jaar (67ste dag in een schrikkeljaar) in de gregoriaanse kalender. Hierna volgen nog 299 dagen tot het einde van het jaar.

## Gebeurtenissen
- Algemeen
  - 2016 - Bij een Amerikaanse drone-aanval op een kamp van de Al-Shabaab-beweging in Somalië vallen volgens Pentagon-functionarissen meer dan 150 doden.
  - 2017 - Stropers slaan voor het eerst toe in een Europese dierentuin: zij doden in Thoiry Zoo, ten westen van Parijs, een vierjarige witte neushoorn en gaan er vandoor met een van zijn hoorns.
  - 2025 - Bij een stadsbrand in de binnenstad van Arnhem zijn minstens 10 historische panden in de as gelegd. De brand woedde in het huizenblok tussen de Pauwstraat, Jansstraat, Varkensstraat en Munterstraat.
- Oorlog
  - 1936 - Duitsland start remilitarisatie van het Rijnland, daarmee het verdrag van Versailles overtredend.
  - 1941 - De Duitse onderzeebootkapitein Günther Prien, commandant van de U-47, komt samen met zijn bemanning om het leven.
  - 1942 - De Nederlandse mijnenveger Eland Dubois wordt door de eigen bemanning tot zinken gebracht nadat het schip was gespot door een Japans verkenningsvliegtuig.
  - 1945 - De geallieerden krijgen de ongeschonden Ludendorffbrug over de Rijn in Remagen in handen.
  - 1945 - Bij Woeste Hoeve vindt een aanslag op commissaris-generaal Rauter plaats; als represaille worden 250 mensen gefusilleerd.
  - 1993 - Het Rwandees Patriottisch Front en de regering van Rwanda tekenen een staakt-het-vuren in Dar-es-Salaam, Tanzania.

- Politiek
  - 161 - Keizer Antoninus Pius overlijdt in zijn paleis in Etrurië en wordt opgevolgd door zijn adoptiefzonen Marcus Aurelius en Lucius Verus.
  - 1951 - In een moskee in Teheran wordt de minister-president van Perzië, Ali Razmara, vermoord door een lid van de fundamentalistische moslimorganisatie Fedayan I-Islam.
  - 1981 - Oprichting Evangelische Volkspartij (Nederland).
  - 2003 - Svetozar Marović wordt gekozen tot president van Servië en Montenegro (als eerste na de omvorming van Joegoslavië tot een statenbond).
  - 2006 - Gemeenteraadsverkiezingen in Nederland.
  - 2007 - Verkiezingen voor de Provinciale Staten.
  - 2018 - Stef Blok is beëdigd als minister van Buitenlandse Zaken, hij volgt Halbe Zijlstra op.
  - 2024 - Zweden treedt toe tot de NAVO, als 32e lidstaat.[1]

- Religie
  - 203 - Perpetua en Felicitas sterven de martelaarsdood. Vanwege hun christelijk geloof worden ze in het amfitheater van Carthago ter dood gebracht en voor de wilde dieren geworpen.
  - 321 - Keizer Constantijn de Grote laat per decreet de Dies Solis (dag van de zon) de tegenwoordige zondag tot officiële rustdag uitroepen in het West-Romeinse Rijk.

- Sport
  - 1979 - Bokser Rudi Koopmans wint de Europese titel in het halfzwaargewicht door de Italiaan Aldo Travesaro te verslaan in Ahoy'.
  - 1982 - De Nederlandse schaatsster Ineke Kooiman-van Homoet breekt het werelduurrecord op de schaats in Den Haag: in één uur tijd schaatst ze 33.837,71 m.
  - 2014 - De Nederlandse atlete Nadine Broersen wordt wereldindoorkampioene op de vijfkamp in het Poolse Sopot. Met haar sprong van 1,93 meter verbetert ze tevens het Nederlands indoorrecord hoogspringen.
  - 2022 - De Zweed Armand Duplantis scherpt het wereldrecord polsstokhoogspringen aan tot 6,19 m. Dat is 1 cm meer dan het vorige record dat ook door hem is gesprongen.[2]
  - 2022 - De Nederlanders Jeroen Kampschreur en Niels de Langen halen zilver en brons op de Paralympische Winterspelen in Peking (China) bij de supercombinatie. De Noor Jesper Pedersen is een fractie sneller dan de Nederlanders.[3]
  - 2025 - Kimberley Bos wint in Lake Placid als eerste Nederlander de wereldtitel skeleton.[4]
- Wetenschap en technologie
  - 1876 - Alexander Graham Bell ontvangt patent voor de telefoon.
  - 1962 - Lancering van de eerste Orbiting Solar Observatory van NASA die waarnemingen moet doen van de elektromagnetische straling van de zon.[5]
  - 1968 - De BBC vertoont voor het eerst het nieuws in kleur.
  - 2009 - Het Amerikaanse ruimteagentschap NASA lanceert het Kepler Space Observatory, een satelliet om planeten die net als de Aarde bewoonbaar kunnen zijn op te sporen.
  - 2023 - Lancering van een H3-22 raket van Mitsubishi Heavy Industries vanaf Tanegashima Space Center (Japan) voor de ALOS-3 (Advanced Land Observation Satellite) missie met een aardobservatiesatelliet van JAXA. Nadat de eerste lanceerpoging op 17 februari 2023 vanwege technische problemen werd afgebroken mislukt deze keer de ontsteking van de tweede trap en besluiten vluchtleiders de raket te vernietigen.[6][7]

## Geboren

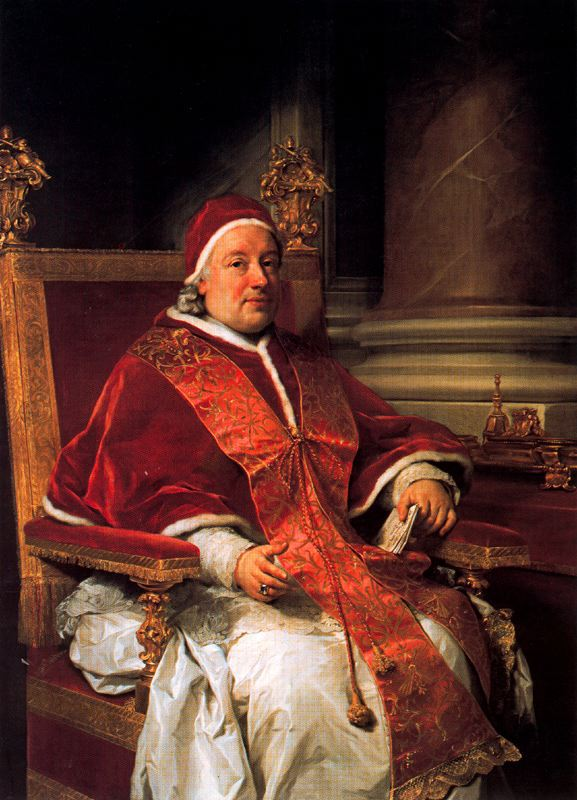
Paus Clemens XIII
geboren in 1693

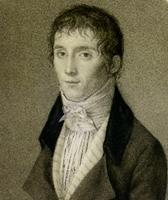
Joseph Nicephore Niépce
geboren in 1765

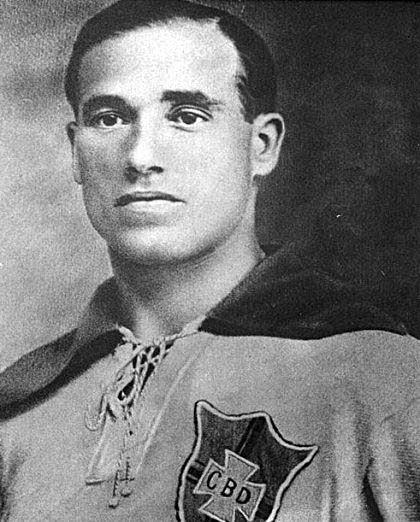
Manuel Nunes
geboren in 1895

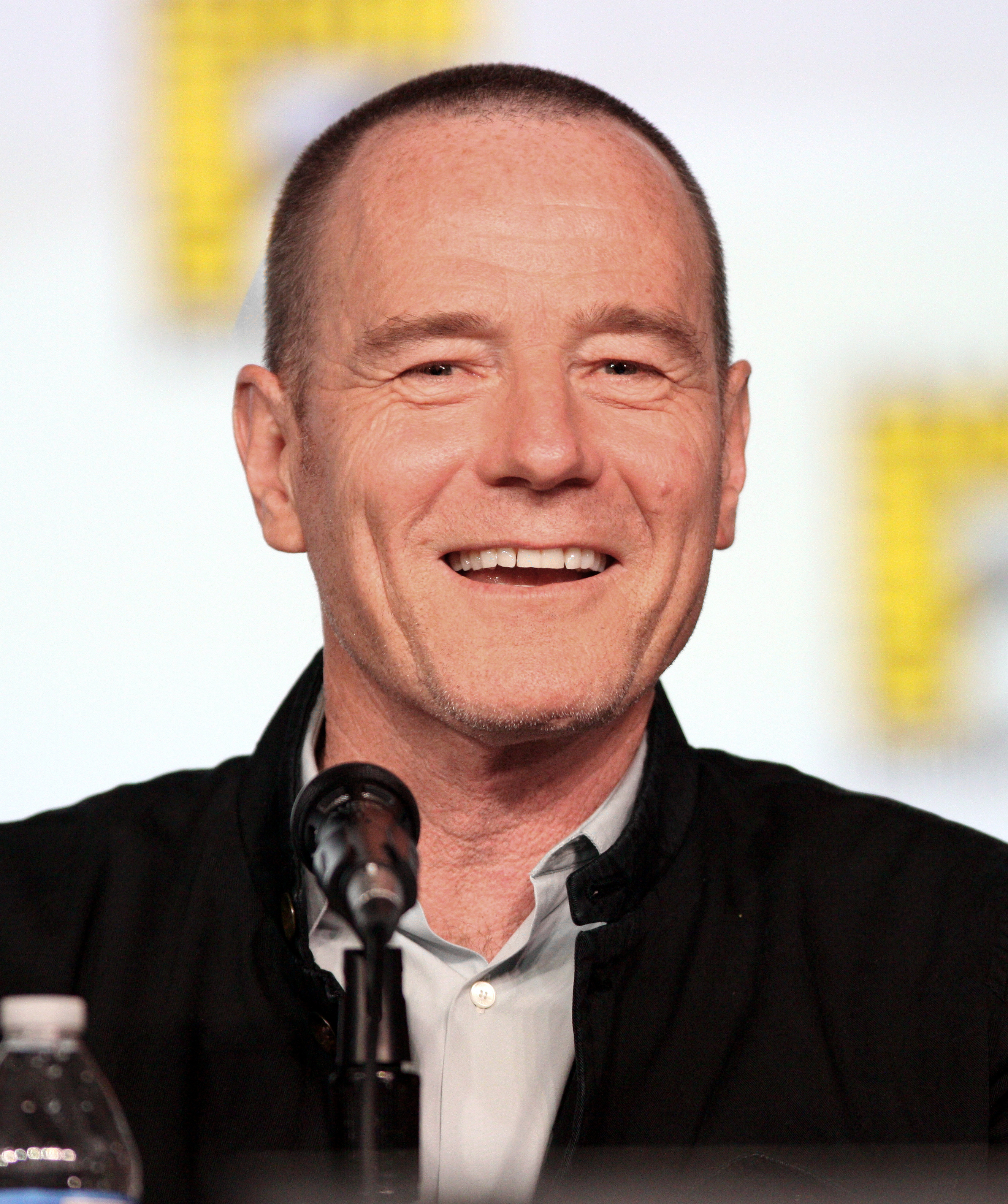
Bryan Cranston
geboren in 1956

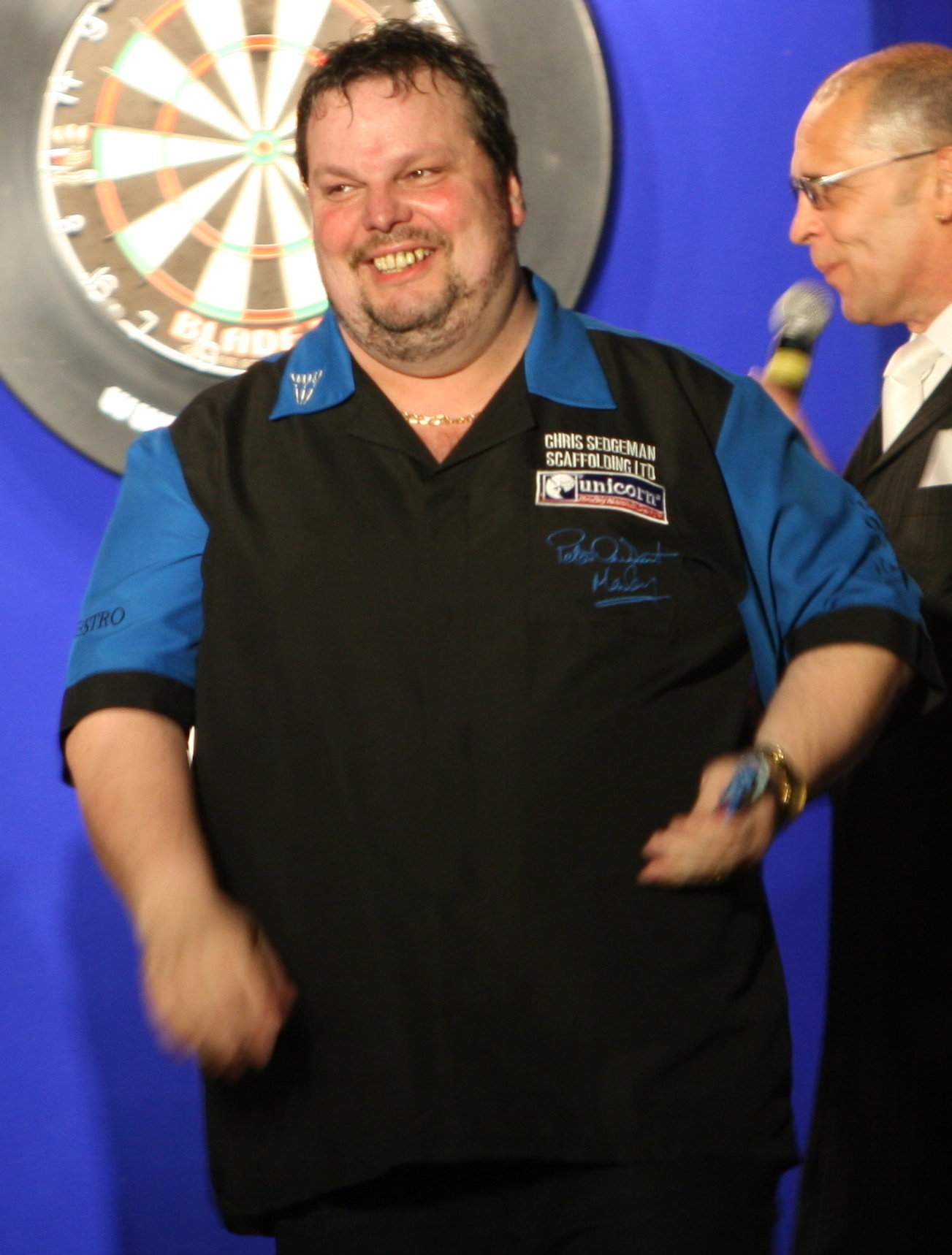
Peter Manley
geboren in 1962

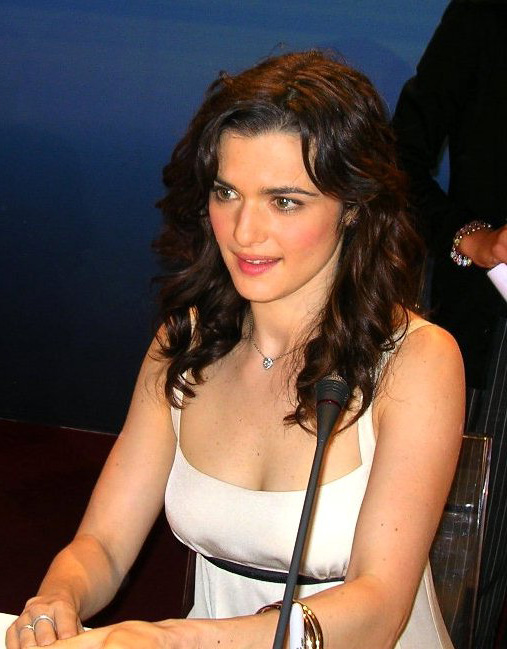
Rachel Weisz
geboren in 1970

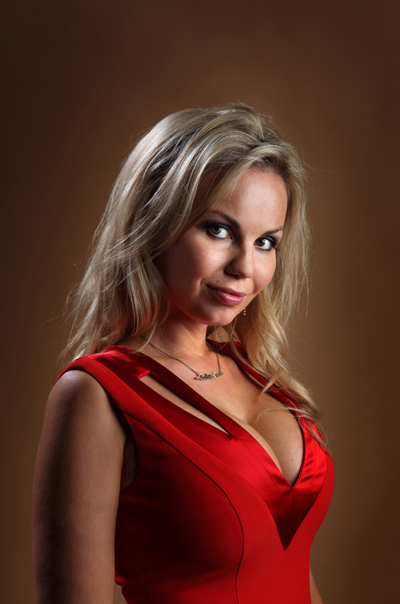
Lesley-Ann Poppe
geboren in 1979

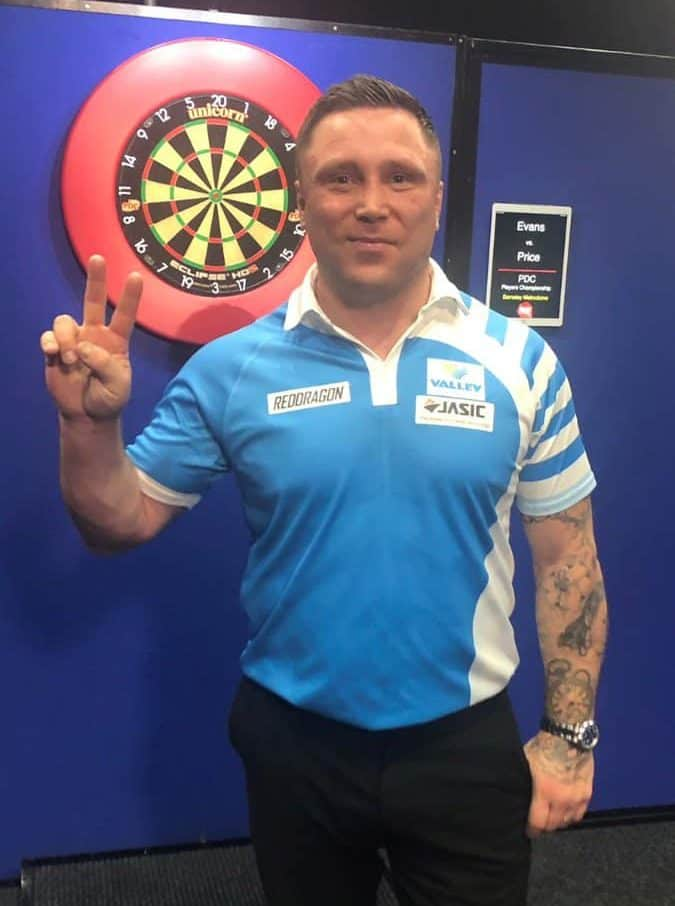
Gerwyn Price
geboren in 1985

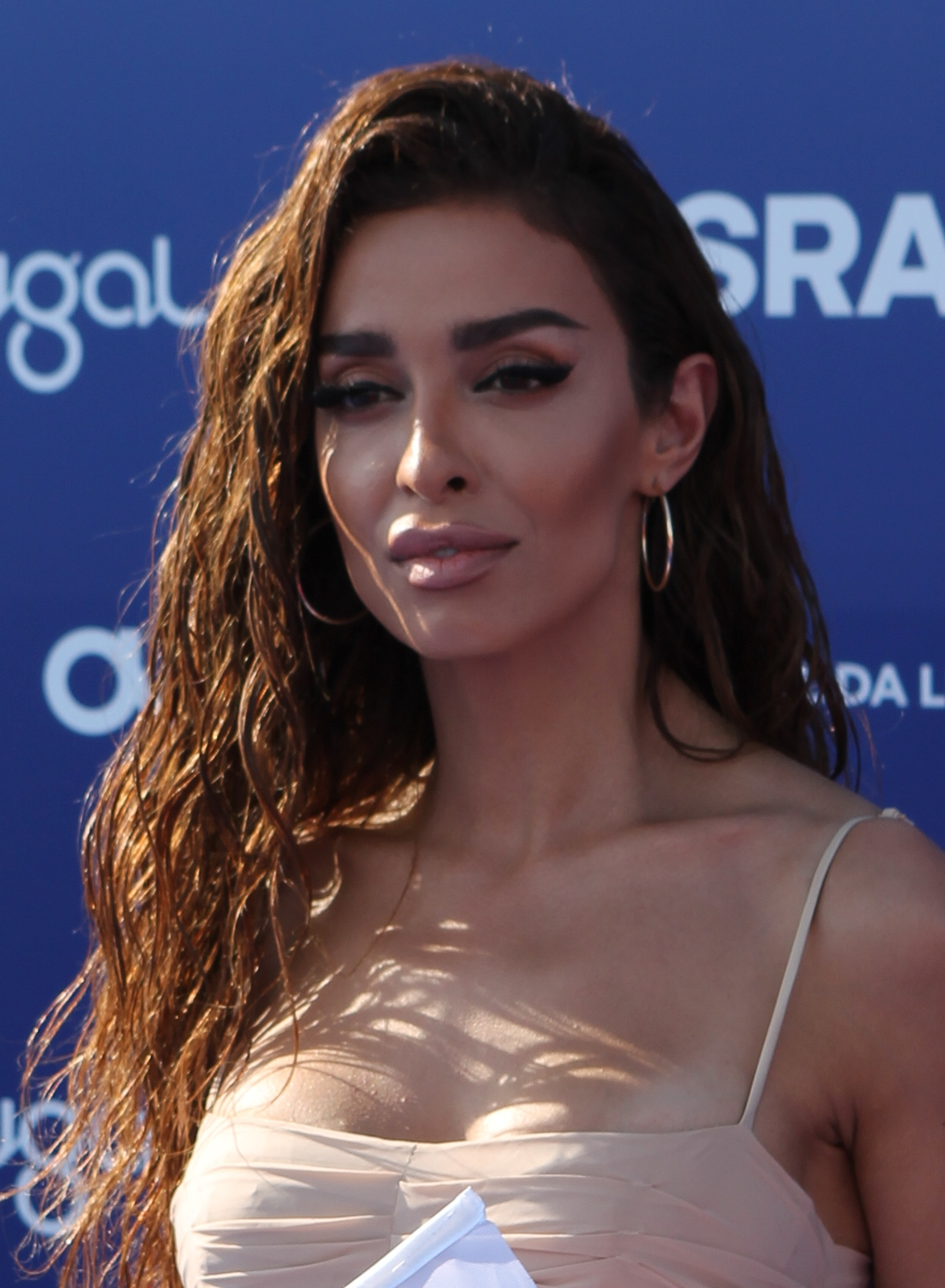
Eleni Foureira
geboren in 1987

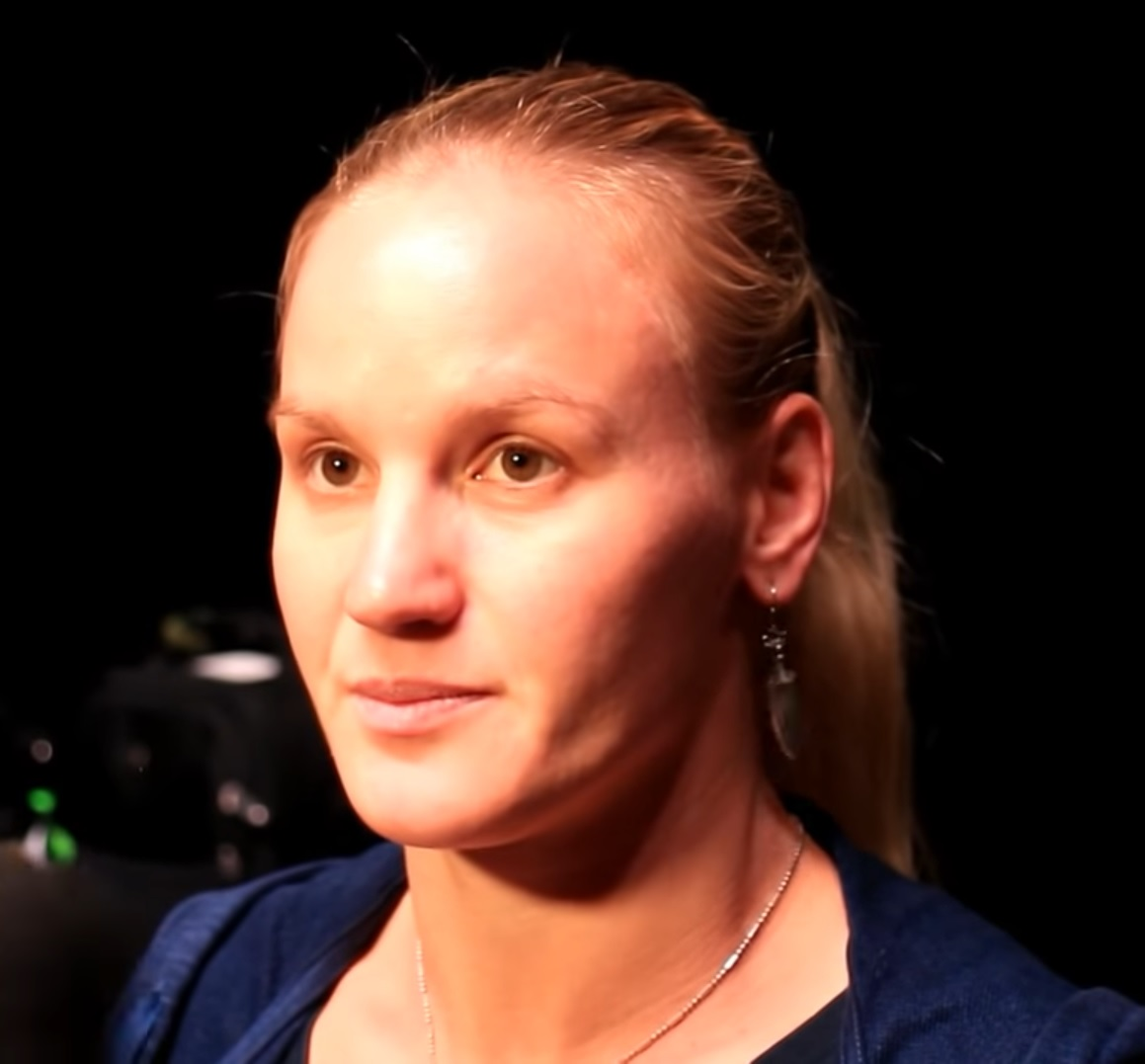
Valentina Sjevtsjenko
geboren in 1988

- 189 - Publius Septimius Geta, Romeins medekeizer met zijn vader Septimius Severus (overleden 211?)
- 1693 - Carlo della Torre Rezzonico, de latere Paus Clemens XIII (overleden 1769)
- 1765 - Joseph Nicéphore Niépce, Frans uitvinder van de fotografie (overleden 1833)
- 1767 - Jan Frederik Helmers, Nederlands dichter (overleden 1813)
- 1792 - John Herschel, Engels astronoom (overleden 1871)
- 1802 - Edwin Landseer, Engels kunstschilder (overleden 1873)
- 1845 - Daniel David Palmer, Amerikaans oprichter van de chiropraxie (overleden 1913)
- 1850 - Tomáš Masaryk, Tsjechoslowaaks president (overleden 1937)
- 1855 - Suze Maathuis-Ilcken, Nederlands kinderboekenschrijfster (overleden 1927)
- 1869 - Paul Chabas, Frans kunstschilder (overleden 1937)
- 1872 - Piet Mondriaan, Nederlands kunstschilder (overleden 1944)
- 1874 - Luigi Lavitrano, Italiaans curiekardinaal (overleden 1950)
- 1875 - Welles Hoyt, Amerikaans atleet (overleden 1954)
- 1875 - Maurice Ravel, Frans componist (overleden 1937)
- 1877 - Thorvald Ellegaard, Deens wielrenner (overleden 1954)
- 1882 - Gerrit van Weezel, Nederlands componist en dirigent (overleden 1942)
- 1887 - Heino Eller, Estisch componist (overleden 1970)
- 1888 - Archibald Currie, Surinaams politicus (overleden 1986)
- 1888 - Alidius Tjarda van Starkenborgh Stachouwer, Nederlands minister van staat en Gouverneur-Generaal van Nederlands-Indië (overleden 1978)
- 1889 - Kees Pruis, Nederlands cabaretier en zanger (overleden 1957)
- 1895 - Manuel Nunes (Neco), Braziliaans voetballer (overleden 1977)
- 1900 - Fritz London, Duits-Amerikaans natuurkundige (overleden 1954)
- 1900 - Carel Willink, Nederlands schilder (overleden 1983)
- 1902 - Heinz Rühmann, Duits acteur (overleden 1994)
- 1904 - Ivar Ballangrud, Noors schaatser en olympisch kampioen (overleden 1969)
- 1904 - Reinhard Heydrich, Duits nazileider (overleden 1942)
- 1908 - Nat Gonella, Brits jazztrompettist (overleden 1998)
- 1915 - Jacques Chaban-Delmas, Frans gaullistisch politicus (overleden 2000)
- 1919 - Peter van den Hurk, Nederlands verzetsstrijder (overleden 2014)
- 1921 - Alejandro Otero, Venezolaans schilder en beeldhouwer (overleden 1990)
- 1922 - Umberto Betti, Italiaans kardinaal (overleden 2009)
- 1922 - Olga Ladyzjenskaja, Russisch wiskundige (overleden 2004)
- 1924 - Gerrie Welbedacht, Nederlands verzetsstrijder (overleden 2022)
- 1925 - Willigis Jäger, Duits benedictijner monnik, zenmeester en mysticus (overleden 2020)
- 1926 - Ljubiša Spajić, Joegoslavisch voetballer en voetbaltrainer (overleden 2004)
- 1928 - André Bourgeois, Belgisch politicus (overleden 2015)
- 1930 - Antony Armstrong-Jones, Brits fotograaf en ex-man van Prinses Margaret (overleden 2017)
- 1930 - Fred van Beek, Nederlands yogaleraar (overleden 2023)
- 1930 - Luís Trochillo (Luizinho), Braziliaans voetballer (overleden 1998)
- 1931 - Karel Roskam, Nederlands commentator (overleden 2010)
- 1937 - Pim Korver, Nederlands documentairemaker en fotograaf (overleden 2012)
- 1939 - Paul Ibou, pseudoniem van Paul Vermeersch, Belgisch grafisch ontwerper en beeldhouwer (overleden 2023)
- 1939 - Panajot Pano, Albanees voetballer (overleden 2010)
- 1940 - Rudi Dutschke, Duits studentenleider (overleden 1979)
- 1940 - Daniel J. Travanti, Amerikaans acteur
- 1942 - Hamilton Bohannon, Amerikaans muziekproducent, funk en discoartiest (overleden 2020)
- 1942 - Michael Eisner, Amerikaans zakenman
- 1942 - Guy Lukowski, Belgisch atleet
- 1942 - Tammy Faye Messner, Amerikaans zangeres en auteur (overleden 2007)
- 1942 - Pieter Winsemius, Nederlands bedrijfskundige, publicist en politicus
- 1944 - Townes Van Zandt, Amerikaans singer-songwriter en dichter (overleden 1997)
- 1945 - John Heard, Amerikaans acteur en filmproducent (overleden 2017)
- 1945 - Joop Holthausen, Nederlands auteur van sportboeken
- 1947 - Harold Pollack, Surinaams minister (overleden 2013)
- 1947 - Walter Röhrl, Duits autocoureur
- 1948 - Jos Huypens, Belgisch journalist, redacteur, docent en auteur (overleden 2022)
- 1948 - Wim Jansen, Nederlands hoogleraar en taalkundige (overleden 2024)
- 1949 - Fidel Herrera Beltrán, Mexicaans politicus (overleden 2025)
- 1949 - Tryntsje Slagman-Bootsma, Nederlands burgemeester
- 1950 - Lieneke Dijkzeul, Nederlands schrijfster
- 1953 - Soeshiel Girjasing, Surinaams politicus en rechtsgeleerde (overleden 1999)
- 1956 - Bryan Cranston, Amerikaans acteur
- 1956 - Nico Dros, Nederlands schrijver
- 1958 - Karl Bonny, Belgisch politicus
- 1958 - Rik Mayall, Brits acteur en komiek (overleden 2014)
- 1959 - Luciano Spalletti, Italiaans voetbaltrainer
- 1960 - Jozef Chovanec, Tsjechisch voetballer en voetbaltrainer
- 1960 - Ivan Lendl, Tsjechisch-Amerikaans tennisser
- 1961 - Ronnie Brunswijk, Surinaams rebellenleider en politicus
- 1961 - Čedomir Janevski, Macedonisch voetballer en voetbaltrainer
- 1961 - Marijke van Hees, Nederlands politicus
- 1962 - Taylor Dayne, Amerikaans zangeres
- 1962 - Peter Manley, Engels darter
- 1963 - E.L. James, Brits schrijfster
- 1963 - Mark Rowland, Brits atleet
- 1963 - Kim Ung-yong, Koreaans voormalig wonderkind
- 1963 - Vincent Verweij, Nederlands ondernemer en televisieregisseur
- 1964 - Luís Carlos Tóffoli (Gaúcho), Braziliaans voetballer (overleden 2016)
- 1964 - Eva Wiessing, Nederlands journaliste
- 1966 - Ludwig Kögl, Duits voetballer
- 1969 - Valentin Kononen, Fins snelwandelaar
- 1969 - Hideki Noda, Japans autocoureur
- 1969 - Els Van Hoof, Belgisch politica
- 1970 - Milan Dvorščík, Slowaaks wielrenner
- 1970 - Rachel Weisz, Brits actrice
- 1971 - Aga Mikolaj, Pools operazangeres (overleden 2021)
- 1971 - Matthew Vaughn, Brits filmregisseur
- 1972 - Kristan Bromley, Brits skeletonracer
- 1973 - Laurent Gané, Frans baanwielrenner
- 1974 - Corina Bomann, Duits schrijfster
- 1974 - Kedjeloba Mambo, Belgisch atleet
- 1974 - Joost Volmer, Nederlands voetballer
- 1975 - Maurizio Carnino, Italiaans schaatser
- 1975 - Thomas Joseph Thyne, Amerikaans acteur
- 1975 - Ernest van Hartingsveldt, Nederlands zanger
- 1977 - Preslav Borissov, Bulgaars politicus
- 1977 - Paul Cattermole, Brits muzikant (overleden 2023)
- 1977 - Jérôme Fernandez, Frans handballer
- 1977 - Heather Findlay, Brits zangeres
- 1977 - Mitja Zastrow, Duits-Nederlands zwemmer
- 1979 - Lesley-Ann Poppe, Belgisch model
- 1980 - Guillaume Moullec, Frans voetballer
- 1980 - Erik Wegh, Nederlands voetballer
- 1981 - Emmet O'Brien, Iers autocoureur
- 1981 - Súni Olsen, Faeröers voetballer
- 1981 - Barbara Zutt, Nederlands atlete
- 1983 - Greta Lee, Amerikaans actrice
- 1983 - Manucho, Angolees voetballer
- 1984 - Jevgeni Borisov, Russisch atleet
- 1984 - Marciano Bruma, Nederlands voetballer
- 1985 - Alessandro Bisolti, Italiaans wielrenner
- 1985 - Maciej Bodnar, Pools wielrenner
- 1985 - Paul Holowaty, Brits acteur
- 1985 - Gerwyn Price, Welshe darter
- 1986 - Jonas Vandermarliere, Belgisch voetballer
- 1987 - Eleni Foureira, Albanees-Grieks zangeres
- 1988 - Sebastian Faisst, Duits handballer (overleden 2009)
- 1988 - Valentina Sjevtsjenko, Kirgizisch-Peruviaans MMA-vechtster
- 1989 - Frank Olijve, Nederlands voetballer
- 1990 - Danielle Scott, Australisch freestyleskiester
- 1990 - Abigail en Brittany Hensel, Amerikaans Siamese tweeling
- 1993 - Mary Earps, Engels voetbalster
- 1993 - Fernando Monje, Spaans autocoureur
- 1994 - Esko, Nederlands muziekproducent en rapper
- 1994 - Ryō Hirakawa, Japans autocoureur
- 1994 - Chase Kalisz, Amerikaans zwemmer
- 1994 - Jordan Pickford, Engels voetballer
- 1995 - Urša Bogataj, Sloveens schansspringster
- 1996 - Kim Meylemans, Belgisch skeletonster
- 1996 - Manel Navarro, Spaans zanger
- 1996 - Mia Nicolai, Nederlands zangeres
- 1996 - Bart Nieuwkoop, Nederlands voetballer
- 1996 - Jasha Rudge, Nederlands acteur en zanger
- 1996 - Cierra Runge, Amerikaans zwemster
- 1998 - Amanda Gorman, Amerikaans dichteres
- 2001 - Courtney Crone, Amerikaans autocoureur
- 2001 - Isa Kagenaar, Nederlands voetbalster
- 2002 - Meg Harris, Australisch zwemster
- 2005 - Cian Shields, Brits autocoureur
- 2006 - Stephano Carrillo, Mexicaans voetballer
- 2006 - Jorrel Hato, Nederlands voetballer

## Overleden

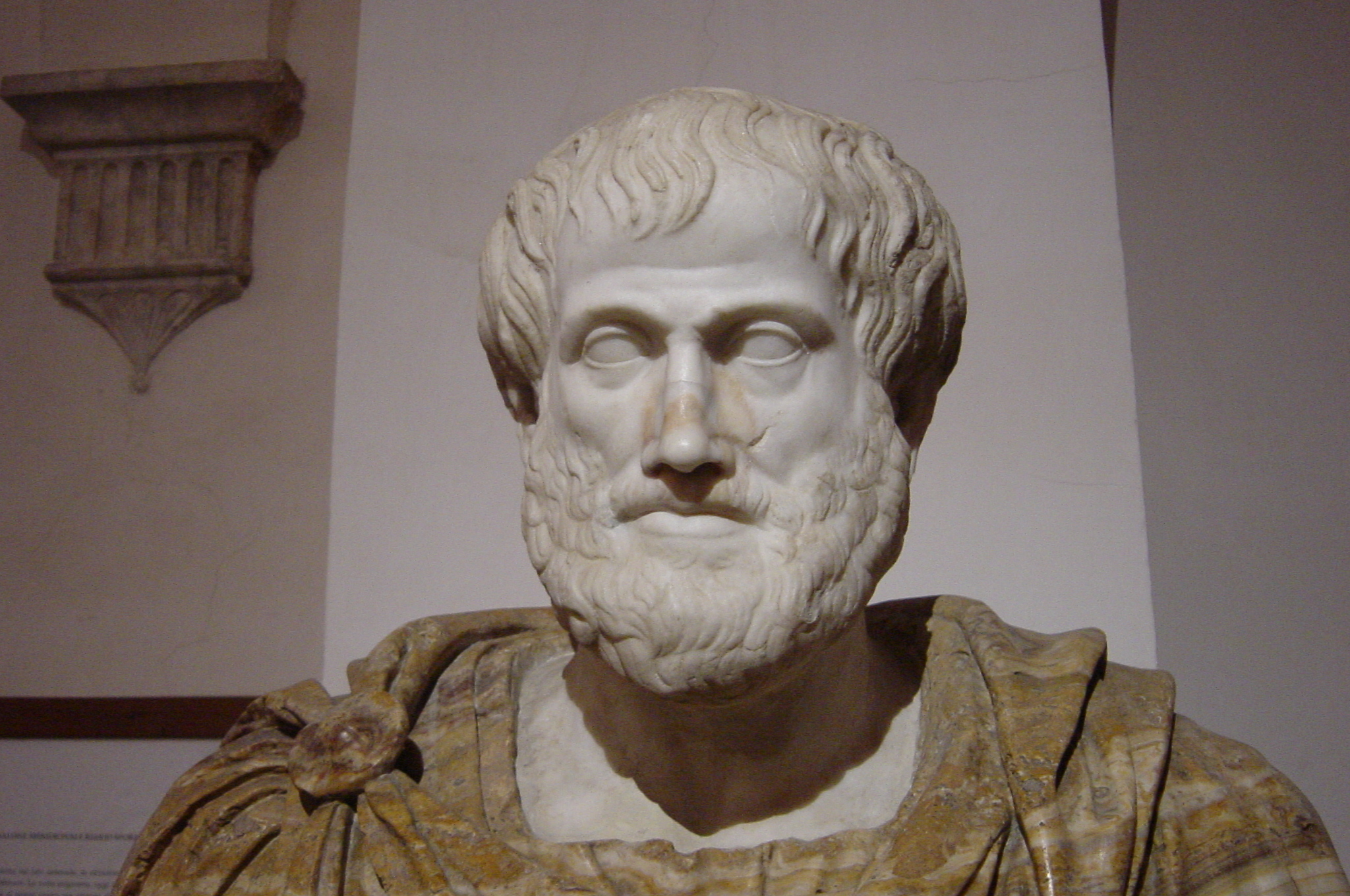
Aristoteles
overleden in 322 v.Chr.

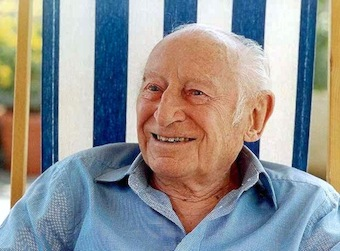
Tullio Pinelli
overleden in 2009

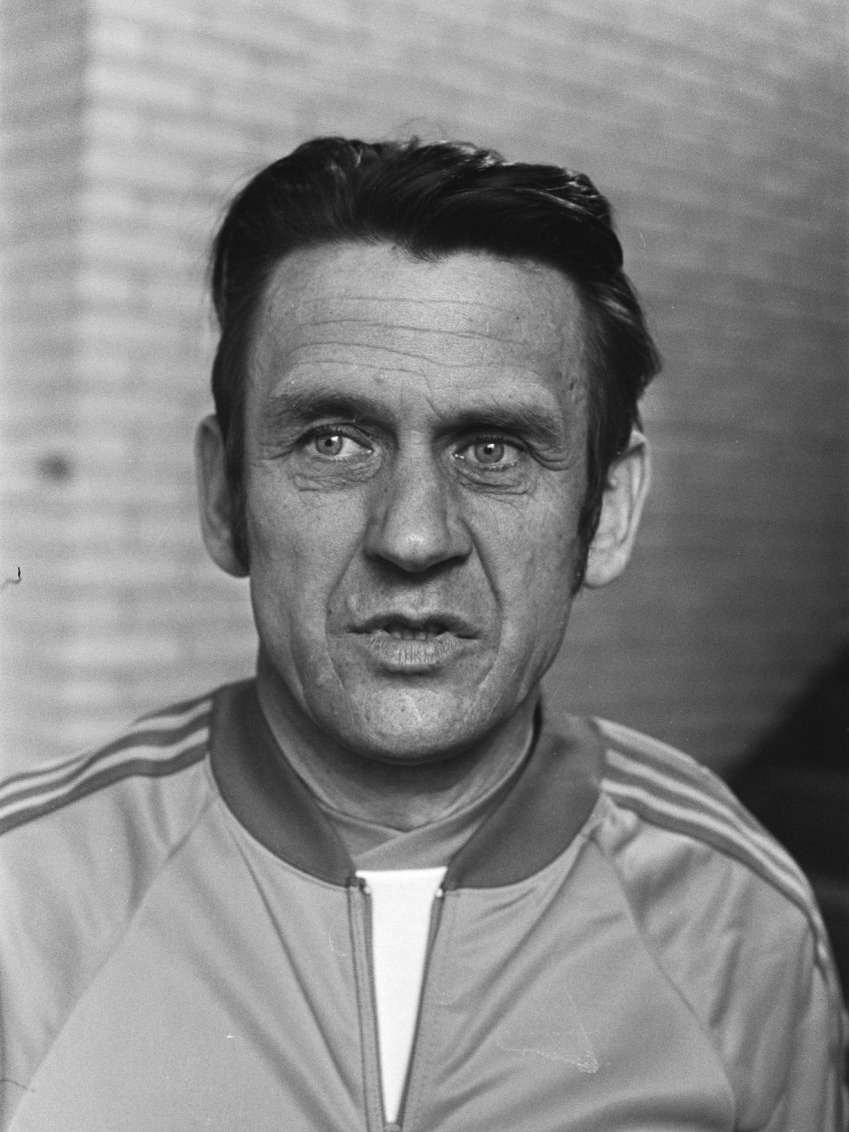
Jan Zwartkruis
overleden in 2013

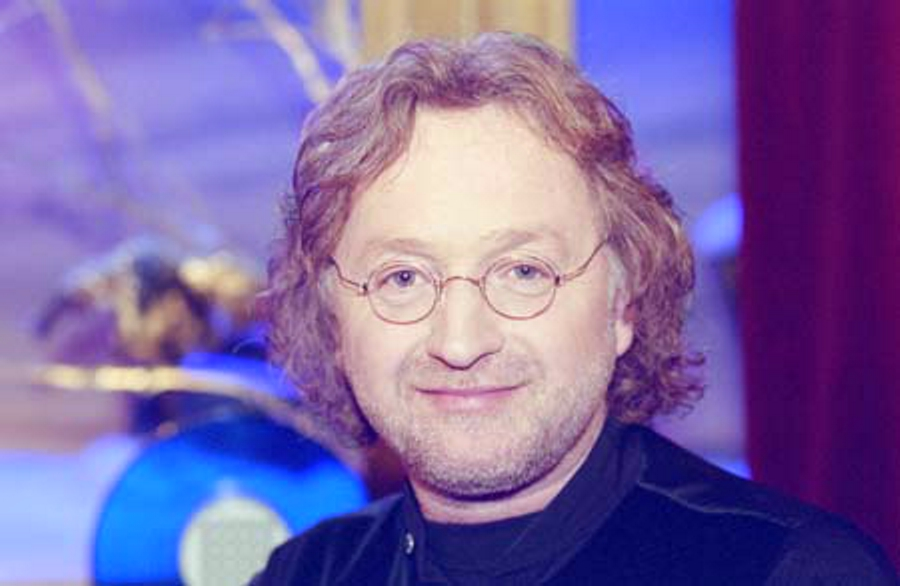
Harry de Winter
overleden in 2023

- 322 v.Chr. - Aristoteles (62), Grieks filosoof
- 161 - Antoninus Pius (74), Romeins keizer
- 851 - Nominoë, eerste Hertog van Bretagne
- 1274 - Thomas van Aquino, Italiaans scholastisch filosoof en theoloog
- 1517 - Maria van Aragón (34), koningin van Portugal
- 1720 - Ludolph Smids (70), Nederlands arts, oudheidkundige en dichter
- 1724 - Paus Innocentius XIII (68)
- 1852 - Francijntje de Boer (67), Nederlands dichteres
- 1875 - John Edward Gray (75), Brits zoöloog
- 1920 - Jaan Poska (54), Estisch staatsman
- 1931 - Theo van Doesburg (47), Nederlands kunstenaar
- 1954 - Otto Diels (78), Duits scheikundige en Nobelprijswinnaar
- 1956 - Johannes Gandil (82), Deens voetballer en atleet
- 1959 - Arthur Cecil Pigou (81), Engels econoom
- 1965 - Anthon van der Horst (65), Nederlands organist, dirigent en componist
- 1967 - Alice B. Toklas (89), Amerikaans avant-gardekunstenares
- 1973 - André De Meulemeester (78), Belgisch piloot
- 1975 - Gerrit Jannink (70), Nederlands hockeyer
- 1976 - Adolphe Reymond (79), Zwitsers voetballer
- 1978 - Jan Herder (88), Nederlands communist
- 1978 - Rudolf Schoeller (75), Zwitsers autocoureur
- 1983 - Lutz Eigendorf (26), Oost-Duits voetballer
- 1983 - Odd Lundberg (65), Noors schaatser
- 1984 - Robert Bloch (95), Frans autocoureur
- 1986 - Robert Crommelynck (90), Belgisch etser
- 1986 - Jacob Javits (81), Amerikaans afgevaardigde en senator
- 1987 - Jan Britstra (81), Nederlands atleet
- 1988 - Hugo Burgerhout (74), Nederlands militair
- 1988 - Divine (42), Amerikaans acteur en zanger
- 1988 - Olof Stahre (78), Zweeds ruiter
- 1999 - Stanley Kubrick (70), Amerikaans regisseur
- 2000 - William Donald Hamilton (63), Brits bioloog
- 2001 - Frankie Carle (97), Amerikaans swingmusicus
- 2001 - Fons Wijnen (88), Nederlands militair
- 2003 - Adriaan van der Veen (86), Nederlands schrijver
- 2004 - Jack Holden (96), Brits atleet
- 2007 - Frigyes Hidas (78), Hongaars componist
- 2008 - Jacques Kruithof (60), Nederlands schrijver en criticus
- 2008 - Hans Erik Ras (86), president van de Hoge Raad der Nederlanden
- 2008 - Howard Wing (92), Chinees wielrenner
- 2009 - Václav Bedřich (90), Tsjechisch regisseur van animatiefilms
- 2009 - Barbara Parker (62), Amerikaans schrijfster
- 2009 - Tullio Pinelli (100), Italiaans scenarioschrijver
- 2010 - Patrick Topaloff (65), Frans zanger en acteur
- 2012 - Félicien Marceau (98), Frans schrijver
- 2012 - Włodzimierz Smolarek (54), Pools voetballer
- 2013 - Kenny Ball (82), Brits jazztrompettist en bandleider
- 2013 - Peter Banks (65), Brits rockgitarist
- 2013 - Didier Comès (70), Belgisch striptekenaar
- 2013 - Tsjêbbe Hettinga (64), Fries dichter
- 2013 - Claude King (90), Amerikaans zanger
- 2013 - Hetty Luiten (62), Nederlands romanschrijfster en columniste
- 2013 - Jan Zwartkruis (87), Nederlands voetballer en voetbaltrainer
- 2015 - Edmond Malinvaud (91), Frans econoom
- 2017 - Thijs Chanowski (86), Nederlands televisieproducent
- 2017 - Hans Dehmelt (94), Duits-Amerikaans natuurkundige
- 2017 - Francis Thorne (94), Amerikaans componist en jazzpianist
- 2018 - Reynaldo Bignone (90), Argentijns generaal en president
- 2018 - Jacques Clemens (108), Nederlands priester, oudste man in België
- 2018 - Kees van der Hoef (83), Nederlands publicist en dichter
- 2018 - Ben Hulsman (86), Nederlands acteur
- 2018 - Jerzy Milian (82), Pools jazzmuzikant
- 2018 - Jan Schodts (79), Belgisch journalist
- 2019 - Guillaume Faye (69), Frans journalist en schrijver
- 2019 - Rosto (50), Nederlands kunstenaar en regisseur
- 2019 - Sidney Sheinberg (84), Amerikaans mediaondernemer
- 2019 - Anne Sjerp Troelstra (79), Nederlands hoogleraar
- 2020 - Jair Marinho de Oliveira (Jair Marinho) (83), Braziliaans voetballer
- 2021 - Ed van Dommelen (86), Nederlands politicus
- 2021 - Sanja Ilić (69), Servisch componist en keyboardspeler
- 2021 - Jan Willem Kelder (71), Nederlands militair
- 2022 - Mia Ikumi (42), Japans mangaka
- 2022 - Mohammed Rafiq Tarar (92), Pakistaans politicus
- 2022 - Geneviève Ryckmans-Corin (92), Belgisch senator
- 2022 - Jan Welmers (84), Nederlands organist en componist
- 2023 - Patricia McCormick (92), Amerikaans schoonspringster
- 2023 - Patty Mundt (72), Nederlands hockeyer
- 2023 - Harry de Winter (73), Nederlands producent en programmamaker
- 2024 - Jean-Paul Colonval (84), Belgisch voetballer
- 2024 - Peter Jelgersma (81), Nederlands filmmaker en media-adviseur
- 2024 - Steve Lawrence (88), Amerikaans entertainer
- 2024 - Ewald Ombre (82), Surinaams rechter
- 2025 - Ella Constantinescu-Zeller (91), Roemeens tafeltennisster
- 2025 - Brûni Heinke (84), Nederlands actrice

## Viering/herdenking
- Albanië - Dag van de leerkrachten
- Bali - Nyepi, Dag van de Stilte
- Rooms-katholieke kalender:

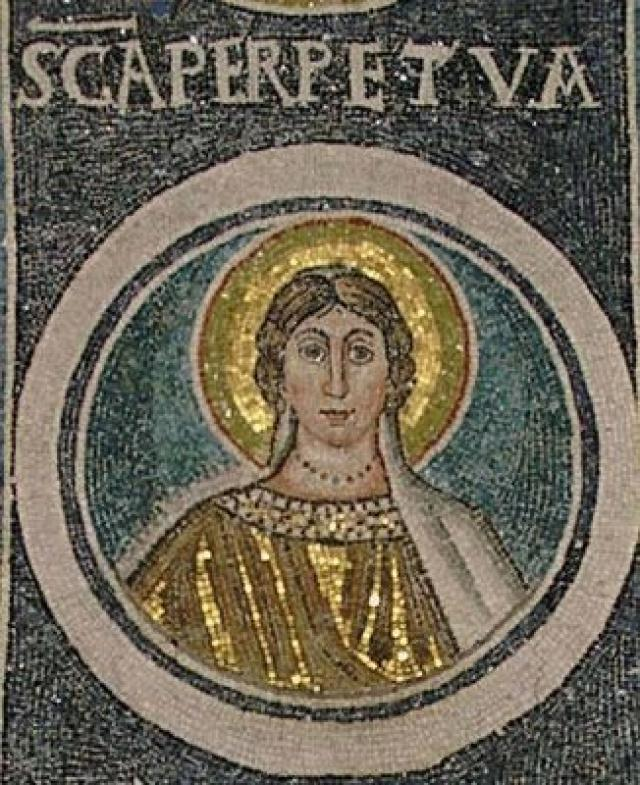
H. Perpetua

  - Heilige Perpetua en Felicitas († 203) Patrones van de getrouwde vrouwen - Gedachtenis
  - Heilige Anna-Maria Redi († 1770)
  - Heilige Siméon (Franciscus) Berneux († 1866)
  - Zalige Reinhard van Reinhausen († c. 1168)

## Weerextremen

### Nederland
| | Officiële records | Officiële records | Officiële records |      | Landelijke records | Landelijke records | Landelijke records                         |
| Gebeurtenis | Jaar              | Extreem           | Locatie           | Jaar | Extreem            | Locatie            |                                            |
| --- | ----------------- | ----------------- | ----------------- | ---- | ------------------ | ------------------ | ------------------------------------------ |
| Laagste etmaalgemiddelde temperatuur (°C) | 1971              | −4,8              | De Bilt           |      | 1971               | −7,2               | Maastricht                                 |
| Hoogste etmaalgemiddelde temperatuur (°C) | 1991              | 13,1              | De Bilt           |      | 1991               | 13,5               | IJmuiden                                   |
| Laagste minimumtemperatuur (°C) | 1971              | −13,6             | De Bilt           |      | 1971               | −15,4              | Twenthe                                    |
| Hoogste minimumtemperatuur (°C) | 1991              | 10,6              | De Bilt           |      | 1991               | 10,8               | Eindhoven                                  |
| Laagste maximumtemperatuur (°C) | 1917              | −0,7              | De Bilt           |      | 1987               | −3,9               | Eelde                                      |
| Hoogste maximumtemperatuur (°C) | 1991              | 17,7              | De Bilt           |      | 1991               | 18,5               | Soesterberg                                |
| Hoogste uurgemiddelde windsnelheid (m/s) | 1954              | 14,9              | De Bilt           |      | 1979               | 20,6               | Cadzand                                    |
| Hoogste windstoot (m/s) | 1953              | 23,7              | De Bilt           |      | 1979               | 28,3               | Cadzand                                    |
| Langste zonneschijnduur (uur) | 2022              | 10,1              | De Bilt           |      | 1992 2010 2022     | 10,5               | Nieuw Beerta Hupsel, Westdorpe Voorschoten |
| Langste neerslagduur (uur) | 1954              | 13,1              | De Bilt           |      | 2023               | 18,0               | Maastricht                                 |
| Hoogste etmaalsom van de neerslag (mm) | 2019              | 22,6              | De Bilt           |      | 1989               | 24,0               | Valkenburg ZH                              |
| Laagste etmaalgemiddelde relatieve vochtigheid (%) | 1917              | 47                | De Bilt           |      | 2011               | 43                 | Eindhoven                                  |
| Laagste uurwaarde luchtdruk op zeeniveau (hPa) | 1980              | 981,0             | De Bilt           |      | 1980               | 979,2              | De Kooy, Leeuwarden                        |
| Hoogste uurwaarde luchtdruk op zeeniveau (hPa) | 1935              | 1039,5            | De Bilt           |      | 1935               | 1040,7             | Eelde                                      |
| Officiële records worden altijd gemeten op het KNMI-weerstation in De Bilt. Landelijke records kunnen worden gemeten op elk officieel KNMI-weerstation in Nederland. |                   |                   |                   |      |                    |                    |                                            |

Uitzonderlijke gebeurtenissen
- 1906 - Eerste officiële zachte dag van het jaar (maximumtemperatuur ≥ 15 °C in De Bilt)
- 1977 - Eerste landelijke zachte dag van het jaar gemeten in Deelen, Eindhoven, Gilze-Rijen, Maastricht, Rotterdam en Soesterberg (maximumtemperatuur ≥ 15 °C op een officieel weerstation)
- 1997 - Eerste officiële zachte dag van het jaar (maximumtemperatuur ≥ 15 °C in De Bilt)
- 2001 - Eerste landelijke zachte dag van het jaar gemeten in Eindhoven, Ell, Gilze-Rijen, Maastricht, Westdorpe en Woensdrecht (maximumtemperatuur ≥ 15 °C op een officieel weerstation)
- 2024 - Officieel laagste etmaalgemiddelde temperatuur in °C van maart dit jaar gemeten in De Bilt: 5,1 (voorlopig)
- 2024 - Landelijk laagste etmaalgemiddelde temperatuur in °C van maart dit jaar gemeten in Nieuw Beerta: 2,8 (voorlopig)
- 2024 - Landelijk laagste maximumtemperatuur in °C van maart dit jaar gemeten in Hoorn Terschelling: 5,5 (voorlopig)
- 2024 - Officieel hoogste uurwaarde luchtdruk op zeeniveau in hPa van maart dit jaar gemeten in De Bilt: 1026,2 (voorlopig). Samen met 6 maart
- 2024 - Landelijk hoogste uurwaarde luchtdruk op zeeniveau in hPa van maart dit jaar gemeten in Eelde en Hoorn Terschelling: 1027,7 (voorlopig). Samen met 6 maart

### België
Dagrecords
- 1971 - Laagste etmaalgemiddelde temperatuur −5,6 °C
- 1991 - Hoogste etmaalgemiddelde temperatuur 13,9 °C
- 1971 - Laagste minimumtemperatuur −10,4 °C[10]
- 1991 - Hoogste maximumtemperatuur 17,6 °C
- 1989 - Hoogste etmaalsom van de neerslag 26,6 mm

Uitzonderlijke gebeurtenissen
- 1968 - 6 cm sneeuw in Ukkel.
- 1971 - Minimumtemperatuur tot −11,4 °C in Virton en −15,2 °C in Leopoldsburg.

<< · 1 · 2 · 3 · 4 · 5 · 6 · 7 · 8 · 9 · 10 · 11 · 12 · 13 · 14 · 15 · 16 · 17 · 18 · 19 · 20 · 21 · 22 · 23 · 24 · 25 · 26 · 27 · 28 · 29 · 30 · 31 · >>